# Isaya Klein Ikkink
Isaya Klein Ikkink (ur. 13 maja 2003) – holenderski lekkoatleta, specjalizujący się w biegach sprinterskich.
Specjalizuje się w biegu na 400 metrów. Zdobył dwa medale w sztafecie 4 × 400 metrów na halowych mistrzostwach Europy: złoty w 2025 w Apeldoorn oraz brązowy w 2023 w Stambule. Rok później na halowych mistrzostwach świata w 2024 w Glasgow otrzymał brązowy medal za bieg w eliminacjach sztafety 4 × 400 metrów. W tym samym roku był członkiem włoskiej sztafety mieszanej 4 × 400 metrów, która zdobyła brązowy medal mistrzostw Starego Kontynentu na stadionie w Rzymie oraz złoty medal olimpijski w Paryżu.

## Osiągnięcia
| Rok  | Impreza                        | Miejsce   | Konkurencja        | Pozycja    | Wynik           |
| ---- | ------------------------------ | --------- | ------------------ | ---------- | --------------- |
| 2023 | Halowe mistrzostwa Europy      | Stambuł   | bieg na 400 m      | eliminacje | 46,74           |
| 2023 | Halowe mistrzostwa Europy      | Stambuł   | sztafeta 4 × 400 m | 3. miejsce | 3:06,59         |
| 2023 | Młodzieżowe mistrzostwa Europy | Espoo     | bieg na 400 m      | eliminacje | 47,42           |
| 2023 | Młodzieżowe mistrzostwa Europy | Espoo     | sztafeta 4 × 400 m | eliminacje | 3:07,12         |
| 2023 | Mistrzostwa świata             | Budapeszt | sztafeta 4 × 400 m | 6. miejsce | 3:00,40         |
| 2023 | Mistrzostwa świata             | Budapeszt | sztafeta mieszana  | –          | DNF             |
| 2024 | Halowe mistrzostwa świata      | Glasgow   | sztafeta 4 × 400 m | 3. miejsce | 3:04,25 (elim.) |
| 2024 | World Athletics Relays         | Nassau    | sztafeta mieszana  | 2. miejsce | 3:11,45         |
| 2024 | Mistrzostwa Europy             | Rzym      | sztafeta 4 × 400 m | eliminacje | 3:03,50         |
| 2024 | Mistrzostwa Europy             | Rzym      | sztafeta mieszana  | 3. miejsce | 3:10,73         |
| 2024 | Igrzyska olimpijskie           | Paryż     | sztafeta mieszana  | 1. miejsce | 3:07,43         |
| 2025 | Halowe mistrzostwa Europy      | Apeldoorn | bieg na 400 m      | 5. miejsce | 46,20           |
| 2025 | Halowe mistrzostwa Europy      | Apeldoorn | sztafeta 4 × 400 m | 1. miejsce | 3:04,95         |
| 2025 | World Athletics Relays         | Kanton    | sztafeta 4 × 400 m | repasaże   | 3:01,32         |

## Rekordy życiowe
- bieg na 400 metrów – 45,28 (9 września 2024, Bellinzona)
- bieg na 400 metrów (hala) – 45,96 (16 lutego 2025, Apeldoorn)